# Palazzi di Venezia
A parte le scuole e gli edifici istituzionali (es. Palazzo Ducale), quasi tutti i palazzi di Venezia sono identificati con il nome della famiglia che li ha fondati o che più vi ha lasciato il proprio segno (es. Ca' Dario, Palazzo Fortuny). Spesso nel nome vengono citate due o più famiglie successivamente proprietarie (es. Palazzo Cavalli-Franchetti), oppure è specificato il ramo della famiglia (es. Palazzo Morosini del Pestrin).
Alcune costruzioni mantengono la tradizionale denominazione di Ca' : originariamente indicava l'appartenenza dell'edificio ad una determinata casata, attualmente – sebbene la definizione non sia ufficialmente regolamentata – è uso riservare la denominazione esclusivamente ad edifici di interesse pubblico o particolare rilevanza storica (p.e. Ca' Farsetti e Ca' Loredan, sedi municipali; Ca' Foscari, Ca' Dolfin o Ca' Tron, sedi universitarie; Ca' Rezzonico o Ca' Pesaro, sedi museali; Ca' Corner della Regina o Ca' d'Oro, che, a prescindere dalla rilevanza dell'uso attuale, mantengono la consolidata dizione tradizionale). Alcuni edifici di non grandi dimensioni vengono spesso indicati come Palazzetto (es. Palazzetto Stern) o, più recente, l'uso dell'italiano Casa (es. Casa Venier)..

## Architettura
Quasi tutti i Palazzi della città lagunare presentano elementi architettonici assimilabili. Frequenti sono il rispetto di uno schema decorativo tripartito e la presenza di un primo piano ammezzato (detto mezà) che si sviluppa sui fianchi dell'alto atrio a piano terra. Sopra a questi piani sorgono due alti piani nobili e un piano di altezza ridotta sotto il tetto. Più diffuse sono la presenza di un'ampia polifora sulla facciata principale di ciascun piano nobile, di un portale verso l'acqua (detto porta d'acqua) oltre al portale verso terra. La polifora esterna corrisponde ad un salone da ricevimento, detto portego, attorno al quale si distribuiscono gli altri locali. Ovviamente questa simmetria era subordinata agli spazi lasciati disponibili da altri edifici, dalla viabilità e dalla conformazione delle insule. È tutt'altro che rara la presenza di una cortile privato (la corte), molto spesso arricchito da una scala esterna in stile gotico o da una vera da pozzo. Più rara – obbligata sia dalla fittezza del tessuto urbano originario sia dovuta alle edificazioni otto-novecentesche – è invece la presenza di giardini, nonostante ve ne siano alcuni pregevoli esempi.

## Dislocazione dei palazzi
Di seguito piantine della città di Venezia con contrassegnate le posizioni dei principali palazzi presenti nella città. 

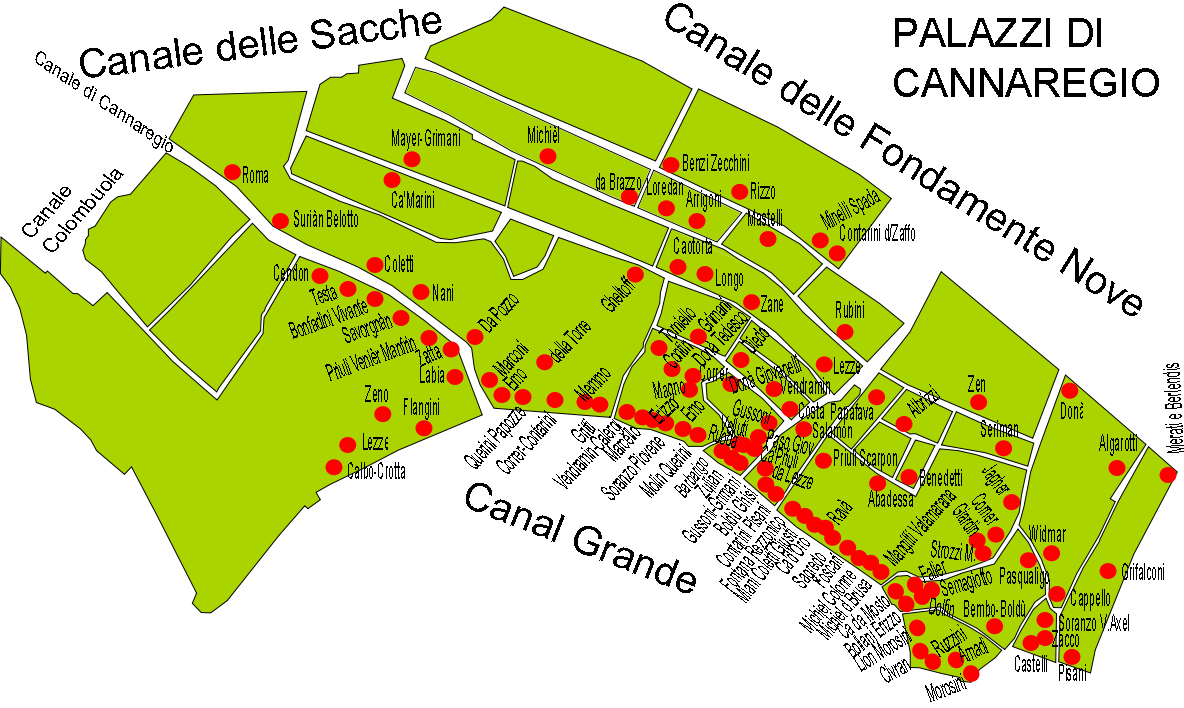
Palazzi di Cannaregio
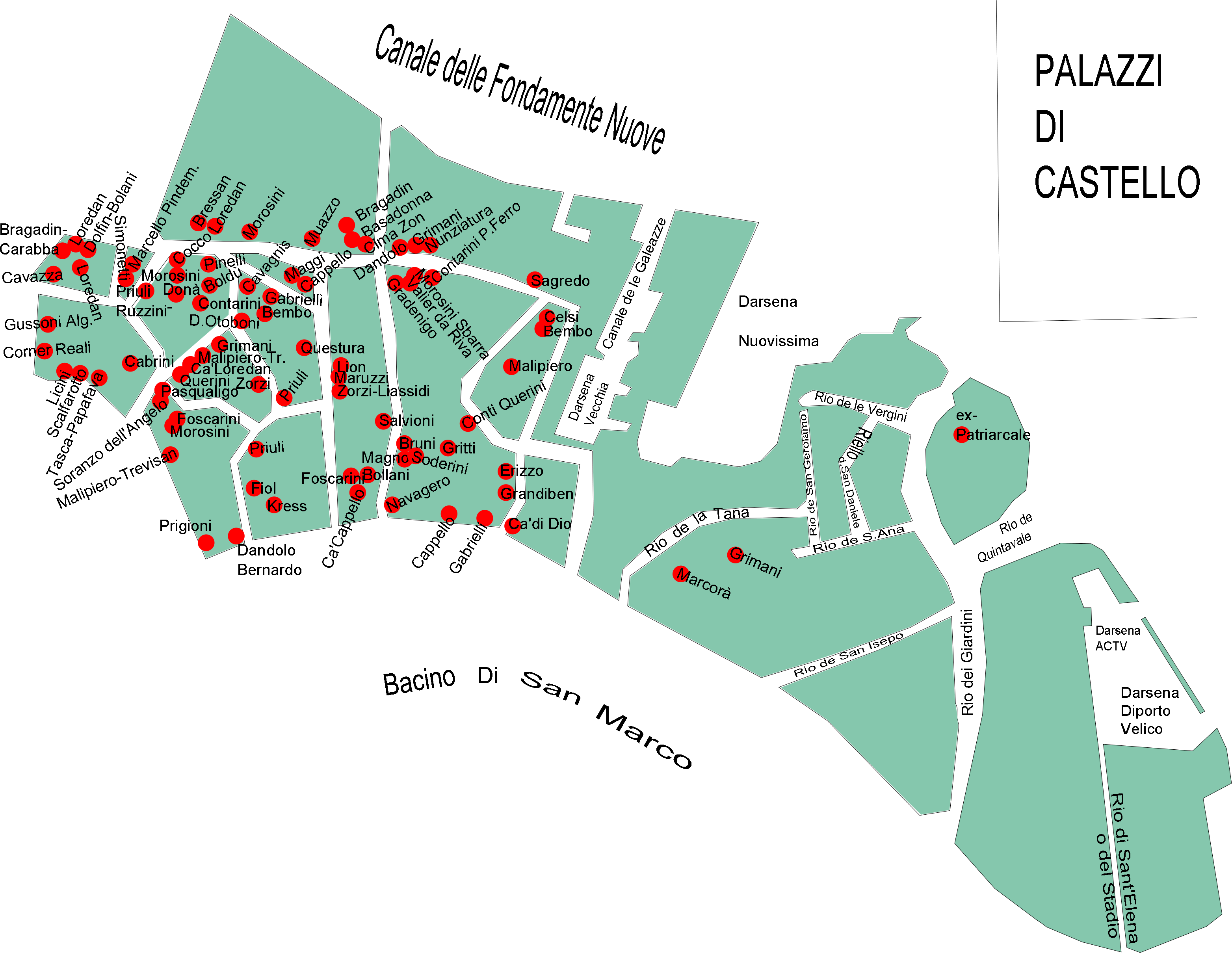
Palazzi di Castello
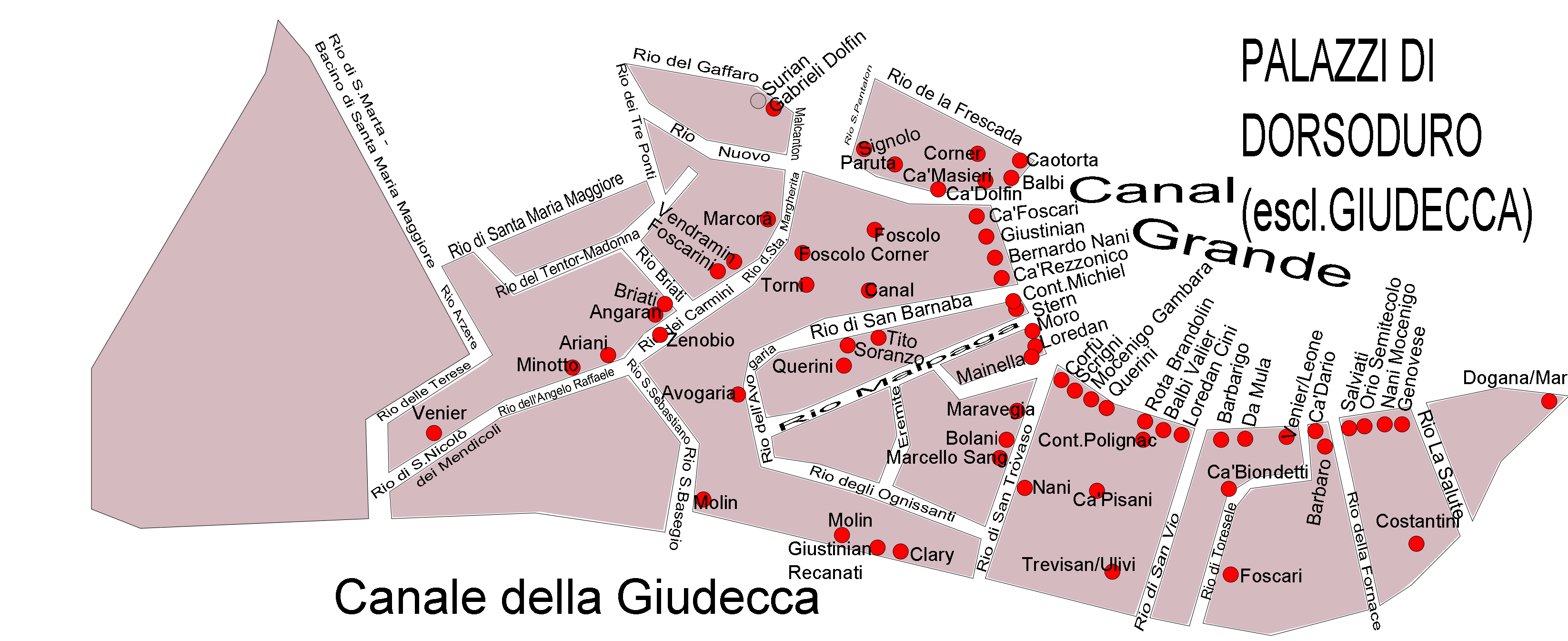
Palazzi di Dorsoduro
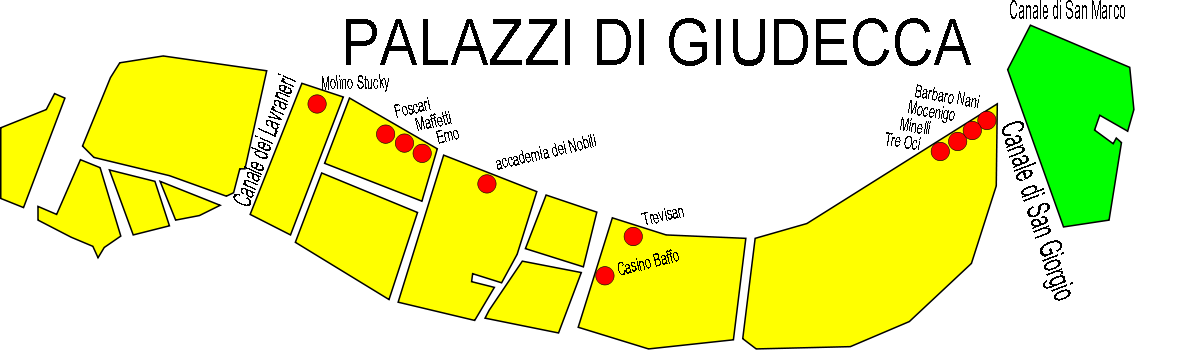
Palazzi della Giudecca
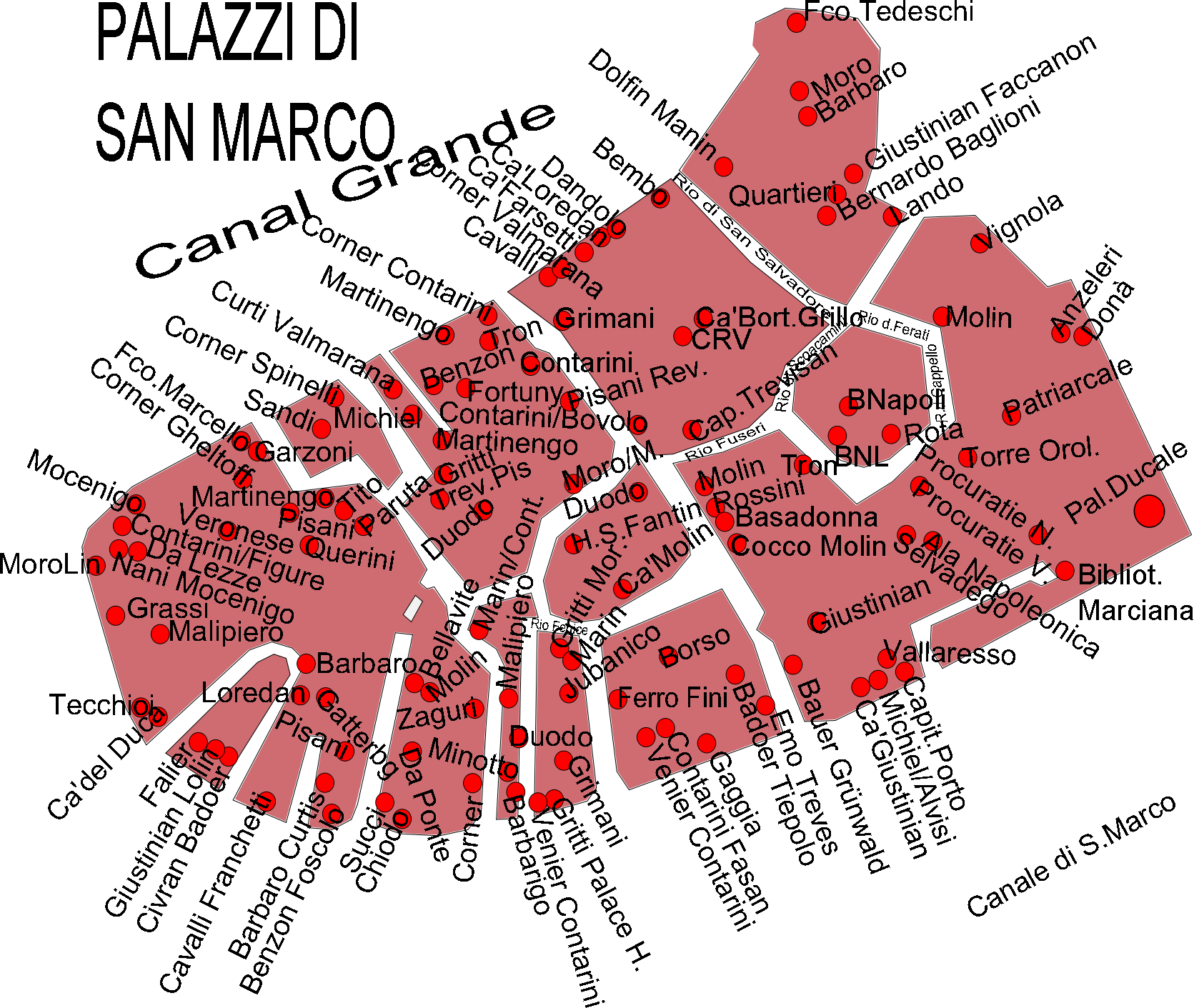
Palazzi di San Marco
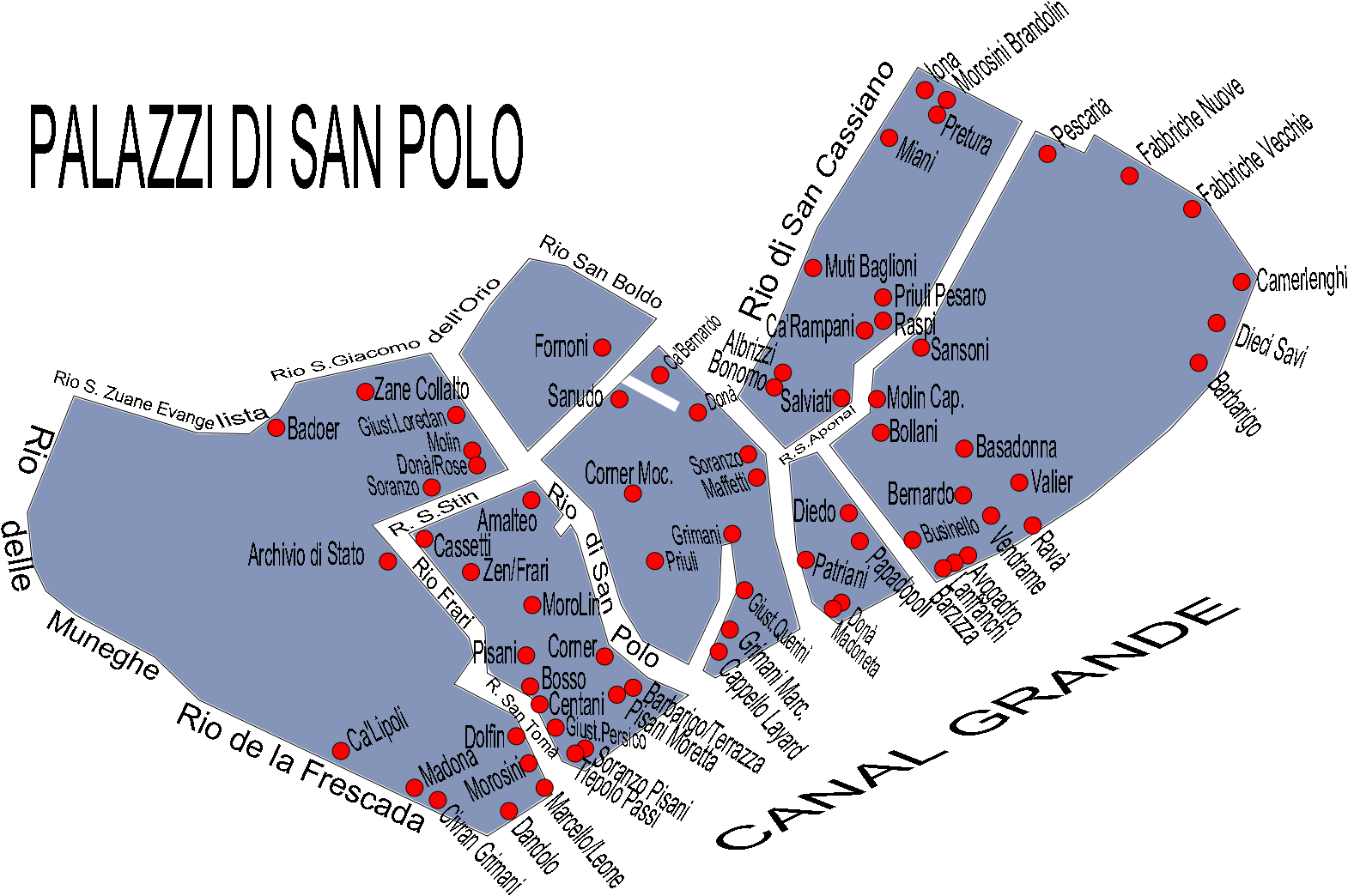
Palazzi di San Polo
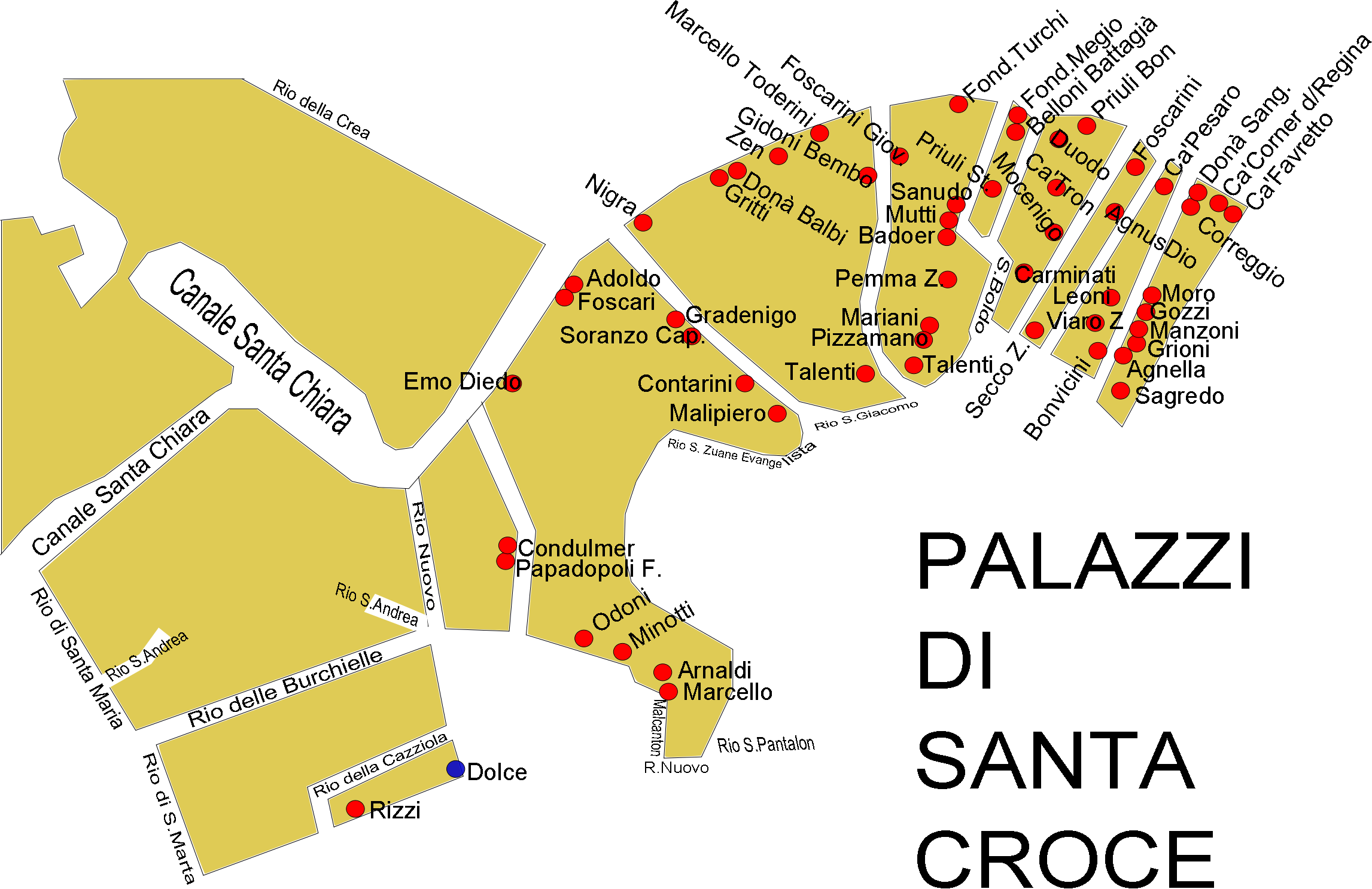
Palazzi di Santa Croce